# جرج لوپز
جرج لوپز (به انگلیسی: George Lopez) زاده ۲۳ آوریل ۱۹۶۱ در لس آنجلس، یک کمدین، بازیگر آمریکایی است
او بیشتر با بازیگری و تولید طنزهای شبکهٔ ای‌بی‌سی شهرت دارد. جورج لوپز هم‌اکنون از مشهورترین کمدین‌ها در آمریکا شناخته می‌شود. برنامه طنز استندآپ او به بررسی روابط نژادی و قومیتی، از جمله در فرهنگ آمریکایی-مکزیکی می‌پردازد.
او چندین جایزه به خاطر پرداختن به فرهنگ جامعه لاتین، همچنین جوایز رؤیایی چشم‌انداز، روح لاتین و جایزه ملی تأثیر ائتلاف رسانه‌های اسپانیایی را کسب کرد. لوپز در ۲۰۰۵ به عنوان یکی از ۲۵ اسپانیایی برتر در آمریکا توسط مجله تایم انتخاب شد.
از فیلم‌های معروف او می‌توان به بازی در همسایه جاسوس، هنری پول اینجاست، سوسک آبی، ال چیکانو و رودخانه قرمز می‌شود اشاره کرد.

## دیگر کارها
در ژانویه ۲۰۰۹، جورج لوپز در مراسم جشن تحلیف اوباما در بنای یادبود لینکلن شرکت کرد.
او دو بار میزبان جوایز گرمی لاتین و یک بار میزبان مراسم اهدای جایزه امی بوده‌است.
وی همچنین میزبان حذف شرکت کنندگان فصل ۹ از سری مسابقات امریکن آیدل شد. و پس از جمع‌آوری پول از سوی آیدل گیوز بک، داوران امریکن آیدل را مورد قضاوت قرار داد.